# Takamasa Ōe
Takamasa Ōe (* 1981) ist ein japanischer Drehbuch- und Theaterstückautor. 
Ōe studierte Theaterkunst an der Kinki-Universität und verfasste und inszenierte danach mehrere Theaterstücke. Seit 2018 ist er auch als Drehbuchautor für Film und Fernsehen tätig. 2019 gab er mit Athlete: Ore ga kare ni oboreta hibi sein Spielfilmregiedebüt. Für das Drehbuch zu Drive My Car wurden er und Ryūsuke Hamaguchi 2022 für den Oscar in der Kategorie Bestes adaptiertes Drehbuch nominiert. Bei den Internationalen Filmfestspielen von Cannes 2021 gewannen sie die Auszeichnung für das Beste Drehbuch. Die Los Angeles Film Critics Association zeichnete die beiden auch für das Beste Drehbuch aus, ebenso die National Society of Film Critics.
Im Jahr 2022 wurden Hamaguchi und Ōe in die Academy of Motion Picture Arts and Sciences (AMPAS) berufen, die alljährlich die Oscars vergibt.